# Reprezentacja Argentyny w rugby union mężczyzn
Reprezentacja Argentyny w rugby mężczyzn (hiszp. Selección de rugby de Argentina) – zespół rugby union, biorący udział w imieniu Argentyny w meczach i międzynarodowych turniejach. Jest najbardziej utytułowaną drużyną Ameryki Południowej. Los Pumas trzydzieści sześć razy wygrywali Mistrzostwa Ameryki Południowej.
UAR wprowadził zawodowstwo oficjalnie w grudniu 2001.
Rekordzistą kadry zarówno pod względem liczby występów (87), jak i zdobytych punktów (651) jest Felipe Contepomi.

## Udział w międzynarodowych turniejach
| Udział w Pucharze Świata | Udział w Pucharze Świata | Udział w Pucharze Świata |
| Rok                      | Kwalifikacje             | Wynik                    |
| ------------------------ | ------------------------ | ------------------------ |
| 1987                     | -                        | Faza grupowa             |
| 1991                     | Awans                    | Faza grupowa             |
| 1995                     | Awans                    | Faza grupowa             |
| 1999                     | Awans                    | Ćwierćfinał              |
| 2003                     | Awans                    | Faza grupowa             |
| 2007                     | Awans                    | III miejsce              |
| 2011                     | Awans                    | Ćwierćfinał              |
| 2015                     | Awans                    | IV miejsce               |
| 2019                     | Awans                    |                          |

### Udział wmistrzostwach Ameryki Południowej
| Rok  | Wynik |
| ---- | ----- |
| 1951 | 1.    |
| 1958 | 1.    |
| 1961 | 1.    |
| 1964 | 1.    |
| 1967 | 1.    |
| 1969 | 1.    |
| 1971 | 1.    |
| 1973 | 1.    |
| 1975 | 1.    |
| 1977 | 1.    |

| Rok  | Wynik |
| ---- | ----- |
| 1979 | 1.    |
| 1981 | –     |
| 1983 | 1.    |
| 1985 | 1.    |
| 1987 | 1.    |
| 1989 | 1.    |
| 1991 | 1.    |
| 1993 | 1.    |
| 1995 | 1.    |
| 1997 | 1.    |

| Rok  | Wynik |
| ---- | ----- |
| 1998 | 1.    |
| 2000 | 1.    |
| 2001 | 1.    |
| 2002 | 1.    |
| 2003 | 1.    |
| 2004 | 1.    |
| 2005 | 1.    |
| 2006 | 1.    |
| 2007 | 1.    |
| 2008 | 1.    |

| Rok  | Wynik |
| ---- | ----- |
| 2009 | 1.    |
| 2010 | 1.    |
| 2011 | 1.    |
| 2012 | 1.    |
| 2013 | 1.    |
| 2014 | 1.    |

## Stroje
Podstawowy strój reprezentacji Argentyny składa się z błękitno-białej koszulki w poziome pasy, białych spodenek oraz błękitno-białych getrów w poziome pasy. Symbolem reprezentacji znajdującym się na lewej piersi koszulek jest logo krajowego związku.
| Okres        | Producenci | Sponsorzy |
| ------------ | ---------- | --------- |
| 1998         | Adidas     | Brak      |
| 1999 – 2000  | Adidas     | Visa      |
| 2000 – 2003  | Topper     | Visa      |
| 2004 – 2011  | Adidas     | Visa      |
| 2012 – nadal | Nike       | Visa      |

## Trenerzy
Materiał źródłowy
- 1932 – Edmundo Stanfield

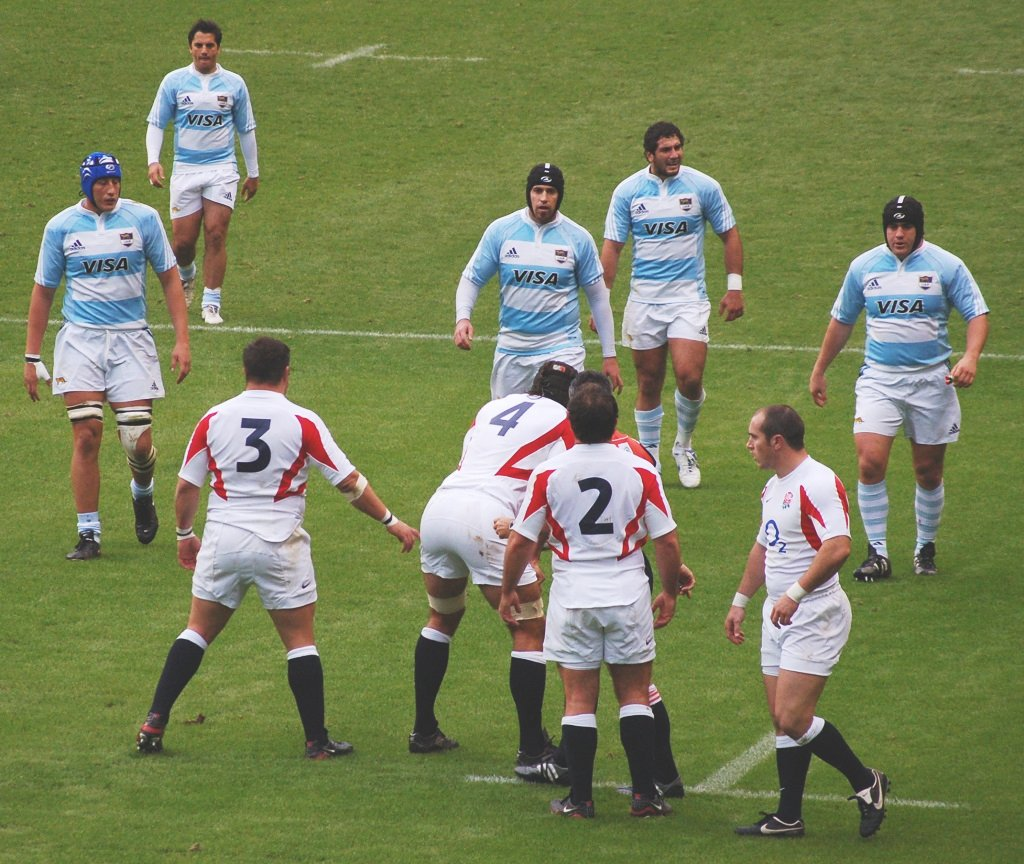
Mecz Anglia – Argentyna (2006)

- 1936 – Luis Cilley, Edmundo Stanfield, C. Huntley Robertson
- 1954 – Juan C. Wells
- 1956 – Dermot Cavanagh, Horacio Savino
- 1959 – Jorge Merelle
- 1960 – Saturnino Racimo
- 1965 – Izaak Van Heerden, Alberto Camardón, Ángel Guastella
- 1965 – 1966 – Alberto Camardón, Ángel Guastella
- 1967 – 1970 – Alberto Camardón, Ángel Guastella, Jorge Merelle
- 1971 – Ángel Guastella, Eduardo Poggi
- 1972 – 1973 – Ángel Guastella, Eduardo Poggi, Oscar Martínez Basante
- 1974 – Carlos Villegas, Emilio Perasso, Jorge Merelle
- 1975 – Eduardo Poggi, Eduardo Scahrenberg
- 1976 – 1977 – Carlos Villegas, Emilio Perasso
- 1978 – Ángel Guastella, Aitor Otaño, José Luis Imhoff
- 1979 – 1980 – Luis Gradín, Aitor Otaño
- 1981 – 1983 – Rodolfo O’Reilly
- 1984 – Héctor Silva, Aitor Otaño
- 1985 – 1986 – Héctor Silva, Aitor Otaño, Ángel Guastella
- 1987 – Héctor Silva, Ángel Guastella
- 1988 – 1990 – Rodolfo O’Reilly, Raúl Sanz
- 1990 – 1991 – Luis Gradín, Guillermo Lamarca
- 1992 – Luis Gradín, José Luis Imhoff
- 1993 – 1994 – Héctor Méndez, José J. Fernández
- 1995 – Alejandro Petra, Ricardo Paganini
- 1995 – Alejandro Petra, Emilio Perasso
- 1996 – José Luis Imhoff, José J. Fernández, Héctor Méndez, Alex Wyllie
- 1997 – José Luis Imhoff, Héctor Méndez, Alex Wyllie
- 1998 – José Luis Imhoff, Alex Wyllie
- 1999 – José Luis Imhoff i Alex Wyllie / Héctor Méndez i Alex Wyllie / Alex Wyllie
- 2000 – 2007 – Marcelo Loffreda, Daniel Baetti
- 2008 – 2013 – Santiago Phelan
- 2013 – nadal – Daniel Hourcade